# Olexandr Serdiuk (arquero)
Olexandr Olexiyovych Serdiuk (en ucraniano: Олександр Олексійович Сердюк; Járkov, URSS, 3 de julio de 1978) es un deportista ucraniano que compitió en tiro con arco, en la modalidad de arco recurvo.
Participó en dos Juegos Olímpicos de Verano, obteniendo una medalla de bronce en Atenas 2004, en la prueba por equipo (junto con Dmytro Hrachov y Viktor Ruban), y el cuarto lugar en Pekín 2008, en la misma prueba.
Ganó dos medallas en el Campeonato Mundial de Tiro con Arco en Sala de 2005 y una medalla de oro en el Campeonato Europeo de Tiro con Arco en Sala de 2004.

## Palmarés internacional
| Juegos Olímpicos           | Juegos Olímpicos    | Juegos Olímpicos  | Juegos Olímpicos |
| Año                        | Lugar               | Medalla           | Prueba           |
| -------------------------- | ------------------- | ----------------- | ---------------- |
| 2004                       | Atenas (Grecia)     | Medalla de bronce | Equipo           |
| Campeonato Mundial en Sala |                     |                   |                  |
| Año                        | Lugar               | Medalla           | Prueba           |
| 2005                       | Aalborg (Dinamarca) | Medalla de oro    | Equipo           |
| 2005                       | Aalborg (Dinamarca) | Medalla de bronce | Individual       |
| Campeonato Europeo en Sala |                     |                   |                  |
| Año                        | Lugar               | Medalla           | Prueba           |
| 2004                       | Sassari (Italia)    | Medalla de oro    | Equipo           |